# Яманська сільська рада
Яма́нська сільська рада (рос. Яманский сельский совет) — сільське поселення у складі Ілецького району Оренбурзької області Росії.
Адміністративний центр та єдиний населений пункт — село Яман.

## Населення
Населення — 630 осіб (2019; 675 в 2010, 771 у 2002).